# Chu Ťü-žen
Chu Ťü-žen (čínsky pchin-jinem Hú Jūrén, znaky 胡居仁; 1434–1484) byl čínský neokonfuciánský filozof žijící a působící v mingské Číně. Přední představitel školy Čcheng-Ču mingského období.

## Jména
Chu Ťü-žen používal zdvořilostní jméno Šu-sin (čínsky pchin-jinem Shūxīn, znaky 叔心) a přezdívku Ťing-čaj (čínsky pchin-jinem Jìngzhāi, znaky tradiční 敬齋). Jeho přínos k rozvoji konfuciánství byl oceněn udělením posmrtného jména Wen-ťing (čínsky pchin-jinem Wénjìng, znaky 文敬).

## Život a dílo
Chu Ťü-žen pocházel z okresu Jü-kan v provincii Ťiang-si. Studoval konfuciánské klasiky, ale neusiloval o skládání úřednických zkoušek, namísto toho se rozhodl věnovat se studiu a snaze o dosažení moudrosti. Učil se u Wu Jü-piho, který také odmítl úřední kariéru, a Wuových žáků Lou Lianga a Čchen Sien-čanga, reprezentantů čchungženské školy neokonfucianismu. Shromáždil kolem sebe mnoho studentů. Od roku 1480 přednášel v Akademii jeskyně bílého jelena.
Ve filozofii byl stoupencem školy Čcheng-Ču, následoval učení bratří Čchengů (Čcheng I a Čcheng Chao) a Ču Siho; odmítal buddhismus a taoismus. V otázce vnitřního sebezdokonalovaní, kultivace dobra v srdci/mysli zastával názor, že není jednou z fází cesty k moudrosti (jak bylo klasicky interpretováno Ču Siho učení) ale prostupuje celým procesem učení; posun k důrazu na vnitřní učení a sebezdokonalování později ještě získal na významu u Wang Jang-minga.
Roku 1584 se mu dostalo mimořádné pocty, když byla tabulka s jeho jménem umístěna v Konfuciově chrámu. Během mingského období byli takto vyznamenáni pouze čtyři konfuciáni, roku 1571 Süe Süan (1389–1464), a roku 1584 společně s Chu Ťü-ženem také další Wu Jü-piho žák Čchen Sien-čang a o generaci mladší Wang Jang-ming. Obdržel také posmrtné jméno Wen-ťing („Kulturní a uctivý“).
Chu Ťü-ženovo pojednání Ťü-jie-lu (居業錄, „Zápisky o sezení a studiu“) publikoval jeho zeť Jü Jou (余祐, 1465–1528).